# Svenska Brevduveförbundet
Svenska Brevduveförbundet är en sammanslutning av samtliga brevduveföreningar i Sverige. Förbundet bildades 1917 av Oscar Gyllenhammar i Göteborg och hade 2005 cirka 500 medlemmar från Stockholm i norr till Ystad i söder.